# Nsimbala lua
Nsimbala lua är en insektsart som beskrevs av Irena Dworakowska 1974. Nsimbala lua ingår i släktet Nsimbala och familjen dvärgstritar. Inga underarter finns listade i Catalogue of Life.